# Iōannīs Andreou
Iōannīs Andreou (in greco Ιωάννης Ανδρέου?; fl. XIX secolo) è stato un nuotatore greco.
Partecipò alle gare di nuoto delle prime Olimpiadi moderne ad Atene, nel 1896, nella gara dei 1200m stile libero.
Si piazzò secondo su sette nuotatori, vincendo così una medaglia d'argento, nuotando in 21'03"4. Il vincitore, Alfréd Hajós, finì la gara con un tempo di 18'22"2.